# Индикаторы рынка недвижимости (интернет-портал)
Индикаторы рынка недвижимости IRN.RU — информационно-аналитический интернет-портал о недвижимости, официальное интернет-представительство Аналитического центра «Индикаторы рынка недвижимости».
Портал IRN.RU был основан в 2003 году. Основатель и руководитель Олег Николаевич Репченко.
Портал занимается аналитикой рынка недвижимости, а также предоставляет сервисы, разработанные на основе собственной системы индексов рынка недвижимости. Калькуляторы компании «Индикаторы рынка недвижимости IRN.RU» используют в своей работе крупные интернет-порталы и СМИ, например RB.ru
Аналитический центр «Индикаторы рынка недвижимости» постоянно проводит исследования различных сегментов рынка недвижимости первичной жилой недвижимости Москвы и области. Регулярно публикуются отчёты о проведенных аналитическим центром исследованиях, а также аналитические статьи в крупных СМИ.
В 2012 году портал IRN.RU был удостоен награды стройкомплекса Москвы и Союза журналистов Москвы.. Кроме этого, портал одержал победу в конкурсах RREF AWARDS 2012 (номинация «СМИ года»), PRO Realty 2011 (номинация «СМИ года»). На ежегодной премии «Золотое перо» Московской ассоциации риэлторов «Журнал о недвижимости MetrInfo.Ru», входящий в группу компаний «Индикаторы рынка недвижимости IRN.RU», признан лучшим интернет-изданием Московского региона, пишущим о недвижимости, а портал IRN.RU стал лауреатом в номинации «Лучшее деловое мероприятие рынка недвижимости». В 2013 году IRN.RU стал лучшим интернет-изданием о недвижимости Московского региона.